# 卓乃湖
卓乃湖是一个位于中国青海省治多县的湖泊，面积约为160平方千米。

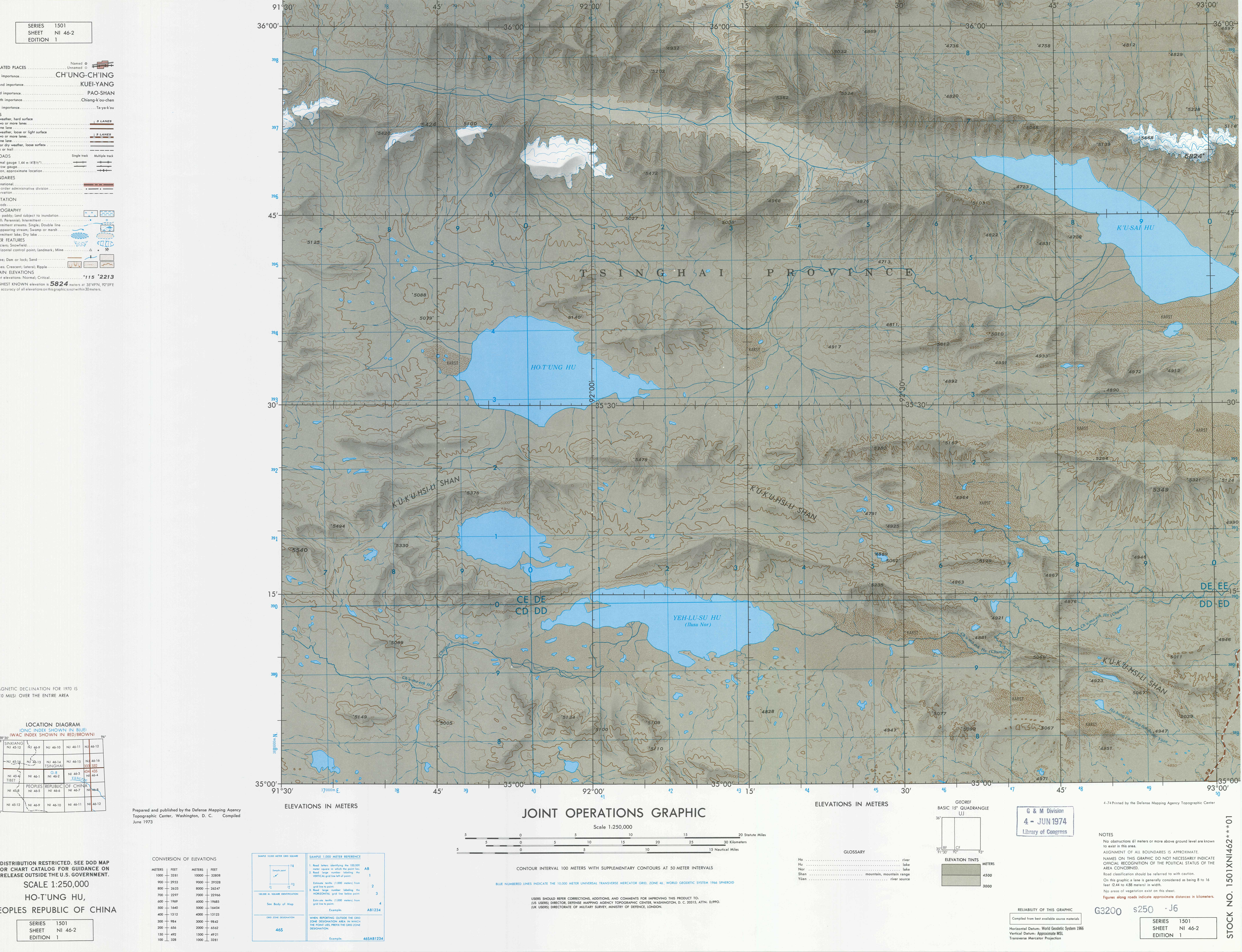